# Стимфалийски птици (картина)
„Стимфалийски птици“ (на гръцки: Στυμφαλίδες Όρνιθες) е картина от кипърския художник и скулптор Христофорос Сава от 1960 г.
Картината е с размери 104 x 147 cm. Христофорос Сава изиграва ролята на катализатор в процеса на въвеждане и разпространение на абстрактното изкуство в Кипър и намиране на общи моменти между кипърското и световното изкуство. Създаването на „Стимфалийски птици“ се дължи на вдъхновението на художника от древногръцката митология. Чрез своята унищожителна дейност те превръщат в пустиня брега на Стимфалийското блато в Аркадия. Херкулес успява да убие част от тях, а друга да прогони. Картината е една от най-значимите в изобразителното изкуство на Кипър.
Тя е част от колекцията на Държавната галерия за съвременно изкуство в Никозия, Кипър.